# Comté de Dorchester (Québec)
Pour les articles homonymes, voir Dorchester.
Le comté de Dorchester était un comté municipal du Québec ayant existé entre 1855 et le début des années 1980. Le territoire qu'il couvrait est aujourd'hui compris dans la région administrative de Chaudière-Appalaches, et couvrait une partie des MRC de Bellechasse, de la Nouvelle-Beauce, des Etchemins et de Beauce-Centre. Son chef-lieu était la municipalité de Sainte-Hénédine.

## Municipalités situées dans le comté
- Lac-Etchemin (détaché de Sainte-Germaine-du-Lac-Etchemin en 1959[2])
- Louis-Joliette (détaché de Sainte-Claire en 1926[3], re-fusionné à Sainte-Claire en 1977[4])
- Saint-Anselme
- Saint-Benjamin
- Saint-Bernard
- Saint-Cyprien (détaché de Sainte-Justine en 1918[5])
- Sainte-Aurélie (créé en 1909 sous le nom de municipalité du canton de Metgermette-Nord-Partie-Nord; renommé Sainte-Aurélie en 1932[6])
- Sainte-Claire
- Saint-Édouard-de-Frampton (renommé Frampton en 1997[7])
- Sainte-Germaine-du-Lac-Etchemin (créée en 1874, fusionnée à Lac-Etchemin en 2001[2])
- Sainte-Hénédine
- Sainte-Justine
- Sainte-Marguerite
- Sainte-Rose-de-Watford
- Saint-Isidore
- Saint-Léon-de-Standon
- Saint-Louis-de-Gonzague
- Saint-Luc (détaché de Saint-Léon-de-Standon et de Sainte-Germaine-du-Lac-Etchemin en 1921; renommé Saint-Luc-de-Bellechasse en 1997[8])
- Saint-Malachie (établi en 1874 sous le nom de Saint-Malachie-de-Frampton; renommé Saint-Malachie en 1948[9])
- Saint-Nazaire-de-Dorchester (détaché de Saint-Léon-de-Standon et de Saint-Malachie en 1906[10])
- Saint-Odilon-de-Cranbourne
- Saint-Prosper
- Saint-Zacharie
- Scott (détaché de Sainte-Marie, Saint-Isidore et Saint-Bernard en 1895 sous le nom de Saint-Maxime; prend le nom de Scott en 1978[11])
- Taschereau-Fortier (détaché de Saint-Maxime en 1933; fusionné à Scott en 1995[11])

## Formation
Le comté de Dorchester comprenait dans sa partie nord une partie des seigneuries de Joliet et de Sainte-Marie ou Taschereau, et dans sa partie sud les cantons de Ware, Cranbourne, Standon, Watford, Frampton, Metgermette et Buckland.